# Гаїчка рудоспинна
Гаїчка рудоспинна (Poecile rufescens) — вид горобцеподібних птахів родини синицевих (Paridae).

## Поширення
Населяє хвойні та змішані ліси вздовж тихоокеанського узбережжя Північної Америки від півдня Аляски до південного заходу Каліфорнії. Він є постійним мешканцем у межах свого ареалу, з деякими сезонними переміщеннями в пошуках їжі. Зазвичай птахи переміщуються на нижчі висоти в тій самій місцевості на початку зими та повертаються на вищі висоти влітку.

## Опис
Це невелика синиця завдовжки 11,5–12,5 см і вагою 8,5–12,6 г. Голова темно-чорнувато-бура з білими щоками, спина яскраво-червоно-коричнева, пір'я крил темно-сіре з світлою бахромою. Нижня частина від білого до блідо-сірувато-білого, з рудими або блідо-сірими боками.

## Підвиди
Виділяють три підвиди:
- Poecile rufescens rufescens (Townsend, 1837). Від півдня Аляски до північно-західної Каліфорнії. Має широку руду смугу на боках.
- Poecile rufescens neglectus (Ridgway, 1879). Прибережна центральна Каліфорнія (округ Марін). Вузька руда смуга на боках.
- Poecile rufescens barlowi (Grinnell, 1900). Прибережна південно-західна Каліфорнія (на південь від затоки Сан-Франциско). На боках майже немає рудого кольору.